# Kritzenast
Kritzenast ist ein Ortsteil von Waldmünchen im oberpfälzischen Landkreis Cham.

## Lage
Das Dorf liegt im Schwarzachtal etwa 6 km westlich von Waldmünchen und westlich der Staatsstraße 2400. Kritzenast gehört zur Gemarkung Albernhof. Ungefähr 500 m nördlich von Kritzenast vereinigen sich die Bayerische Schwarzach und die Böhmische Schwarzach zur Schwarzach.

## Name
Der Name Kritzenast (auch: Chritzenastt, Chritzenast, Chriczenast) wurde zur Unterscheidung vom benachbarten Kirchenast (früher: Chirchenastt) gewählt, dem ursprünglichen Namen von Ast.
Der Name Ast kann von ovista austa = Schafstall und von Asplatz = Weideplatz, asen = weiden abgeleitet werden. In einer Urkunde von 1574 ist von einem nahen Bach namens Ast die Rede.
Die Volksetymologie weiß eine fromme Geschichte von einem wundertätigen Marienbild in der Astgabel eines Baumes zu berichten.

## Geschichte
Kritzenast wird im Urbar des Vitztumamtes Straubing von 1312 erwähnt.
Wolfram Geiganter war zu dieser Zeit der Inhaber von Kritzenast.
Im 19. Jahrhundert gehörte Kritzenast mit 16 Familien zur landgerichtlichen Ruralgemeinde Albernhof.
Im Matrikel des Bistums Regensburg von 1838 ist Kritzenast mit 14 Häusern und 114 Einwohnern verzeichnet. Es gehörte zur Pfarrei Ast.
1987 war Kritzenast ein Dorf mit 69 Einwohnern, 19 Häusern und 23 Wohnungen. Es gehörte zur Gemeinde Waldmünchen.